# Bandarban Sadar
Bandarban Sadar (en bengali : বান্দরবন সদর) est une upazila du Bangladesh dans le district de Bandarban. En 1991, on y dénombrait 49 711 habitants.